# Empis marginata
Empis marginata är en tvåvingeart som beskrevs av Enrico Adelelmo Brunetti 1917. Empis marginata ingår i släktet Empis och familjen dansflugor. Inga underarter finns listade i Catalogue of Life.